# Sellos minoicos

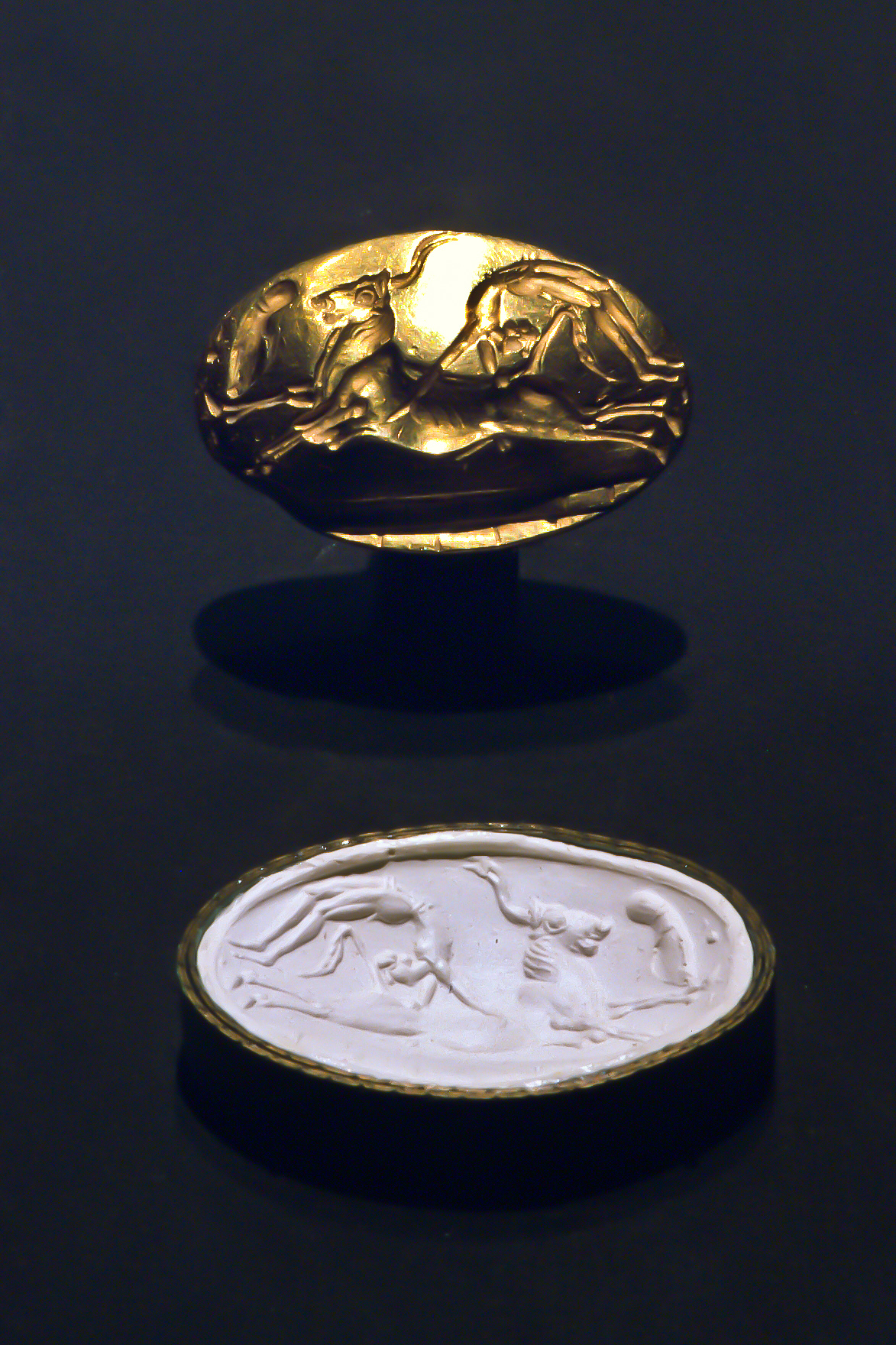
Sello de oro forma de anillo y su impresión, procedente de Arjanes (CMS VI,336).

Los sellos minoicos son objetos de arte glíptico, de materiales como gemas, todo tipo de piedras, metal, marfil o hueso, entre otros, que fueron producidos en la civilización minoica. Se han encontrado en numerosos yacimientos arqueológicos de Creta y también en algunos yacimientos de otras islas del Egeo y de Grecia continental.

## Usos
Los sellos minoicos son de un tamaño pequeño, y a menudo están perforados para poder colgarlos. Por otra parte, cuando se presionan sobre materiales blandos como la arcilla, el sello deja una impresión. Se emplearon con funciones administrativas para marcar o precintar objetos y para identificar o autorizar al portador del sello. Un cambio en la forma de uso que se ha señalado es que en el periodo de los primeros palacios las impresiones de sellos se realizaban directamente sobre objetos pero posteriormente en el periodo neopalacial se imprimía los sellos sobre nódulos que luego se colgaban o unían a los objetos.
Algunos también habrían tenido una función decorativa como una joya o amuleto personal. Se ha sugerido que, en este sentido, era un medio de diferenciación social usado por los miembros de la élite minoica, que eran los que podían ostentar las joyas y comunicaban su legitimidad a través de una iconografía principalmente religiosa.

## Técnicas
Dependiendo de la dureza del material con el que se iba a realizar el sello se trabajaba con diferentes herramientas. Para materiales que no fueran demasiado duros se cree que para cortar y darle forma se utilizaba una sierra de bronce, y para hacer las incisiones de las imágenes se empleaban hojas de obsidiana y clavos de bronce. Para materiales más duros se debió emplear un taladro de bronce o estaño. También se desarrolló un torno horizontal fijo en el que un arco hacía girar rápidamente el taladro. Quizá se empleara algún tipo de soporte de madera para sujetar el sello mientras se realizaban las incisiones. Para pulirlo es posible que se emplearan piedra pómez, arena, agua y aceite de oliva.

## Formas y temas
Hay sellos de forma de disco, lentoide, amigdaloide, prismática, cilíndrica y otras menos comunes, y pueden tener grabadas una o varias caras. Un tipo particular son los anillos de sello realizados con oro u otros metales, que son una innovación de la civilización minoica.
Los temas a menudo son motivos sencillos como espirales, rosetas, líneas de meandros o círculos concéntricos, pero también se encuentran astros, elementos arquitectónicos, embarcaciones, elementos naturales como flores, árboles, accidentes geográficos —el mar, montañas, betilos—, representaciones figurativas de animales —especialmente cabras, leones, bóvidos, pájaros y también animales fantásticos—, personas realizando danzas, perfiles de rostros, rituales religiosos, epifanías, o el espectáculo de la taurocatapsia.
Se encuentran imágenes de algunos seres híbridos de personas y animales, que se ha sugerido que podrían representar a personas usando máscaras o disfraces. Un tipo de representación común con las de otras civilizaciones antiguas son las figuras antropomorfas —que podrían ser personas o divinidades— controlando o dominando animales. En cambio, las representaciones bélicas son escasas en comparación con las del arte de otras civilizaciones pero también se encuentran algunas escenas de caza, luchas y personas portando armas. Otro aspecto particular de la iconografía minoica que también se aprecia en los sellos es la presencia mayoritaria de figuras femeninas en relación con las masculinas.
En el periodo Protopalacial algunos también llevan inscripciones en jeroglífico cretense o en lineal A. Otro aspecto a destacar es que las representaciones figurativas ya existían en el periodo Protopalacial pero eran bastante esquemáticas y fue en el periodo Neopalacial cuando las figuras se volvieron más realistas y se encuentran representaciones muy detalladas de la anatomía y el movimiento tanto de animales como de personas, así como de los adornos y vestimenta que llevan las figuras.
|                                                                |
| Anillo de sello de oro procedente de Isopata, cerca de Cnosos. |

| |
| Impresión de un sello, conocido como el «señor de Janiá». Se conserva en el Museo Arqueológico de La Canea. |

|                                                |
| Sello con inscripción en jeroglífico cretense. |

## Hallazgos arqueológicos significativos
Una gran cantidad de los sellos minoicos que se han conservado carecen de un contexto arqueológico preciso, dado que muchos fueron recogidos por lugareños que los encontraron accidentalmente o en excavaciones clandestinas. No obstante son muchos los yacimientos arqueológicos de Creta en los que se han encontrado sellos así como también superficies con impresiones de sellos que se han conservado. Hay una serie de lugares específicos a los que se les puede atribuir la existencia de un sistema de sellado, al menos en el periodo neopalacial. Estos son Cnoso, Malia, Festo, Hagia Triada, Zakro, La Canea, Gurniá, Palekastro, Pirgos, Sklavókampos y Tiliso, a los que se puede agregar Akrotiri en la isla de Tera. Algunos de estos lugares tenían características particulares que los diferencian de los demás y otros están claramente relacionados entre sí.
Por otra parte, en 2015, un equipo internacional de arqueólogos dirigido por investigadores de la Universidad de Cincinnati descubrió la tumba de un guerrero de la Edad de Bronce en Pilos, en el suroeste de Grecia (véase, Tumba del guerrero del grifo). La tumba contenía más de 50 sellos de oro y de piedra, con intrincadas tallas de estilo minoico que mostraban diosas, altares, juncos, leones y toros, algunos con saltadores elevándose sobre los cuernos del toro, probablemente hechos en Creta.